# Deuxième circonscription de Saint-Quentin (1928-1940)
Pour les articles homonymes, voir Deuxième circonscription de Saint-Quentin.
La deuxième circonscription de Saint-Quentin est une ancienne circonscription législative de l'Aisne sous la Troisième République de 1928 à 1940.

## Description géographique et démographique
La 2e circonscription de Saint-Quentin regroupe l'ensemble de l'arrondissement de Saint-Quentin sauf le chef-lieu de l'arrondissement. Elle était l'une des 7 circonscriptions législatives du département de l'Aisne.
Créée par la loi 21 juillet 1927, elle regroupait les divisions administratives suivantes : le canton de Bohain, le canton du Catelet, le canton de Moÿ-de-l'Aisne, le canton de Ribemont, le canton de Saint-Simon et le Vermand.
Elle est une recréation de la 2e circonscription de Saint-Quentin dans des limites différentes, étendues aux cantons de Moÿ-de-l'Aisne et de Ribemont, supprimée par la loi du 12 juillet 1919,.
La circonscription disparaît de facto, le 10 juillet 1940, avec la fin de la Troisième République et les pleins pouvoirs confiés au maréchal Philippe Pétain.
Au lendemain de la Libération en 1944, elle est officiellement supprimée par l'ordonnance du 17 août 1945 au profit d'une représentation proportionnelle départementale pour l'élection constituante de 1945.

## Historique des députations
| Législature      | Début         | Fin            | Député               | Parti | Parti | Observation                               |
| ---------------- | ------------- | -------------- | -------------------- | ----- | ----- | ----------------------------------------- |
| XIVe législature | 1er juin 1928 | 31 mai 1932    | Jean-Charles Deguise |       | SFIO  | Ingénieur civil                           |
| XVe législature  | 1er juin 1932 | 31 mai 1936    | Éloi Blériot         |       | RDG   | Conseiller général du Catelet (1930-1937) |
| XVIe législature | 1er juin 1936 | 9 juillet 1940 | Albert Mennecier     |       | SFIO  | Conseiller général du Catelet (1937-1940) |

## Historique des résultats

### Élections de 1928
Les élections législatives françaises de 1928 ont eu lieu les dimanches 22 et 29 avril 1928.
| Candidat       | Candidat             | Parti          | Premier tour | Premier tour | Second tour | Second tour |
| Candidat       | Candidat             | Parti          | Voix         | %            | Voix        | %           |
| -------------- | -------------------- | -------------- | ------------ | ------------ | ----------- | ----------- |
|                | Charles Desjardins   | FR             | 7 819        | 47,25        | 8 060       | 48,36       |
|                | Jean-Charles Deguise | SFIO           | 5 148        | 31,11        | 8 512       | 51,07       |
|                | M. Dupont            | PRRRS          | 1 810        | 10,94        | Retrait     | Retrait     |
|                | M. Reymond           | PC             | 1 771        | 10,70        | 96          | 0,58        |
|                |                      |                |              |              |             |             |
| Inscrits       | Inscrits             | Inscrits       | 18 586       | 100,00       | 18 586      | 100,00      |
| Abstentions    | Abstentions          | Abstentions    | 1 807        | 9,72         | 2 046       | 9,37        |
| Votants        | Votants              | Votants        | 1 741        | 90,28        | 16 845      | 90,63       |
| Blancs et nuls | Blancs et nuls       | Blancs et nuls | 231          | 1,38         | 177         | 1,05        |
| Exprimés       | Exprimés             | Exprimés       | 16 548       | 98,62        | 16 668      | 98,95       |

### Élections de 1932
Les élections législatives françaises de 1932 ont eu lieu les dimanches 1er et 8 mai 1932.
| Candidat       | Candidat       | Parti          | Premier tour | Premier tour | Second tour | Second tour |
| Candidat       | Candidat       | Parti          | Voix         | %            | Voix        | %           |
| -------------- | -------------- | -------------- | ------------ | ------------ | ----------- | ----------- |
|                | Éloi Blériot   | Rép. de g.     | 6 413        | 40,80        | 8 174       | 51,69       |
|                | Marcel Bidoux  | SFIO           | 3 981        | 25,33        | 7 274       | 46,00       |
|                | M. Dupont      | PRRRS          | 2 672        | 17,00        | Retrait     | Retrait     |
|                | Paul Challe    | RS             | 1 568        | 9,98         | Retrait     | Retrait     |
|                | M. Demoulin    | PCF            | 1 084        | 6,90         | 197         | 1,25        |
|                | Divers         | -              | -            | -            | 168         | 1,06        |
|                |                |                |              |              |             |             |
| Inscrits       | Inscrits       | Inscrits       | 18 074       | 100,00       | 18 074      | 100,00      |
| Abstentions    | Abstentions    | Abstentions    | 1 992        | 11,02        | 2 046       | 11,32       |
| Votants        | Votants        | Votants        | 16 082       | 88,98        | 16 028      | 90,68       |
| Blancs et nuls | Blancs et nuls | Blancs et nuls | 364          | 2,26         | 215         | 1,34        |
| Exprimés       | Exprimés       | Exprimés       | 15 718       | 97,74        | 15 813      | 98,66       |

### Élections de 1936
Les élections législatives françaises de 1936 ont eu lieu les dimanches 26 avril et 3 mai 1936.
| Candidat       | Candidat         | Parti          | Premier tour | Premier tour | Second tour | Second tour |
| Candidat       | Candidat         | Parti          | Voix         | %            | Voix        | %           |
| -------------- | ---------------- | -------------- | ------------ | ------------ | ----------- | ----------- |
|                | Éloi Blériot*    | Rép. de g.     | 5 325        | 34,67        | 7 083       | 44,98       |
|                | Albert Mennecier | SFIO           | 3 448        | 22,45        | 8 664       | 55,02       |
|                | Charles Cambier  | PC             | 3 172        | 20,65        | Retrait     | Retrait     |
|                | M. Beffaras      | PRRRS          | 2 223        | 14,47        | Retrait     | Retrait     |
|                | Jacques Beauvais | IDG            | 1 192        | 7,76         | 24          | 0,16        |
|                |                  | Autres         | -            | -            | 72          | 0,47        |
|                |                  |                |              |              |             |             |
| Inscrits       | Inscrits         | Inscrits       | 17 785       | 100,00       | 17 790      | 100,00      |
| Abstentions    | Abstentions      | Abstentions    | 2 025        | 11,39        | 1 668       | 9,38        |
| Votants        | Votants          | Votants        | 15 760       | 88,61        | 16 122      | 90,62       |
| Blancs et nuls | Blancs et nuls   | Blancs et nuls | 400          | 2,54         | 279         | 1,73        |
| Exprimés       | Exprimés         | Exprimés       | 15 360       | 97,46        | 15 843      | 98,27       |